# Veliki Školj (Funtana)
Koordinati:   45°10′42″N, 13°35′06″E
Veliki Školj je majhen nenaseljen otoček v Jadranskem morju. Pripada Hrvaški.
Otoček leži pred zahodno Istrsko obalo okoli 1 km zahodno od naselja Funtana. Površina otočka meri 0,03 km². Dolžina obalnega pasu je 0,68 km.  Najvišja točka na otočku je visoka 20 mnm.